# Йоффе Семен Ісайович
Семе́н Іса́йович Йо́ффе (12 березня 1909, Конотоп — 6 грудня 1991, Харків) — український радянський художник театру; член Об'єднання молодих митців України з 1931 року та Харківської організації Спілки художників України з 1944 року.

## Біографія
Народився 12 березня 1909 року у місті Конотопі (нині Сумська область, Україна). Впродовж 1926—1929 років навчався у Харківському художньому інституті, був учнем Івана Падалки, Василя Єрмилова, Олексія Кокеля.
Був одним із організаторів «Бригади трьох» (Семен Йоффе, Борис Чернишов, Олексій Щеглов) у якій протягом 1929—1937 років працював художником-постановником Харківського театру робітничої молоді; у 1929 році і у 1938—1972 роках (з переврою на німецько-радянську війну, в якій брав участь) — художник-постановник Харківського театру музичної комедії (з 1964 року обіймав посаду головного художника). Мешкав у Харкові, в будинку на вулиці Культури № 12, квартира № 29. Помер у Харкові 6 грудня 1991 року.

## Творчість

Сценографія вистави за п'єсою Д. Модуньо «Чорний дракон», 1983.

Працював у галузі театрально-декораційного мистецтва. У Харківському театрі робітничої молоді оформив вистави:
- «Бойові дні» А. Лейна (1929);
- «Чудовий сплав» Володимира Киршона (1934);
- «Аристократи» Миколи Погодіна (1934);
- «Далі буде» Олександри Бруштейн (1935);
- «Устин Кармелюк» Володимира Суходольського (1935).

Створив ескізи декорацій та костюмів до вистав
Харківський театр музичної комедії
- «Орфей у пеклі» Жака Оффенбаха (1929, у співавторстві з Борисом Чернишовим і Олексієм Щегловим);
- «Солов'їний сад» Семена Заславського (1938);
- «Фраскіта» Франца Легара (1940);
- «Принцеса цирку» Імре Кальмана (1945);
- «Одинадцять невідомих» Микити Богословського (1947);
- «У краю блакитних озер» Арвіда Жилинського (1957);
- «Сто чортів і одна дівчина» Тихона Хреннікова (1959; 1971, частина ескізів — темпера, вугілля; Музей театрального, музичного та кіно-мистецтва України);
- «Терезина» Оскара Штрауса (1960);
- «Кажан» Йоганна Штрауса (1965);
- «На світанку» Оскара Сандлера (1966);
- «Вам — моє життя, сеньйора» Віталія Беренкова (1967);
- «Графиня Маріца» Імре Кальмана (1968);
- «Цілуй мене, Кет[en]» Коула Потера (1968, частина ескізів костюмів — темпера; Харківський художній музей);
- «Любить? Не любить?» Дмитра Клебанова (1971);
- «Вірка і червоні вітрила» Георгія Портнова (1971, частина ескізів — темпера; Харківський художній музей);
- «Ходжа Насреддін» Бориса Арапова (1972, варіант ескізу завіси у Харківському художньому музеї);

Харківський український драматичний театр імені Тараса Шевченка
- «Дорога в Нью-Йорк» Роберта Ріскіна (1946);
- «Підступність і кохання» Фрідріха Шиллера (1948);
- «Овід» за Етель Ліліан Войнич (1949);
- «По той бік» Анатолія Барянова (1949);
- «Незабутній 1919-й» Всеволода Вишневського (1951, постановка не здійснена);
- «З коханням не жартують» Педро Кальдерона (1952);

Харківський російський драматичний театр імені Олександра Пушкіна
- «Дядя Ваня» Антона Чехова (1954);
- «Марія Стюарт» Фрідріха Шиллера (1963);
- «Хто є хто» Анатолія Галієва і Едуарда Тропініна (1968);
- «Катрін Лефевр» Віктор'єна Сарду і Еміля Моро (1973);
- «Орфей спускається в пекло» Теннессі Вільямса (1975).

Виконав афіші до вистав
- «Графиня Маріца» Імре Кальмана (1956);
- «Сто чортів і одна дівчина» Тихона Хреннікова (1959);
- «Пограбування опівночі» Мирослава Митровича (1965);
- «Вам — моє життя, сеньйора» Віталія Беренкова (1967);
- «Роздуми» на музику Петра Чайковського (1970) та інші.

Виконав «Автопортрет» (туш, 1970). В останні роки працював у техніці металопластики, виконав портрети режисерів Костянтина Станіславського, Всеволода Мейєрхольда, Леся Курбаса, Соломона Міхоелса та інших (усі — дерево, латунь, 1972), низку дружніх шаржів на художників і режисерів (туш, перо, 1962). Серед його робіт також: «Дон Кіхот», «Санчо Панса», «Веселий чорт» та інші (усі — дерево, латунь, 1972).
У роки війни малював політичні карикатури (туш, пензель): «Народжений повзати літати не може!..» (1943), «Геть з нашої хати!..» (1944) та інші.
Брав участь у республіканських, всесоюзних і міжнародних виставках з 1927 року. Його твори експонувалися на Міжнародній виставці театрально-декораційного мистецтва в Нью-Йорку у 1934 році. Персональні виставки відбулися у Харкові у 1973 та 1989 роках.